# Braväcovo
Braväcovo este o comună slovacă, aflată în districtul Brezno din regiunea Banská Bystrica. Localitatea se află la altitudinea de 610 m deasupra n.m., se întinde pe o suprafață de 29,41 km2 și în 2017 număra 680 de locuitori.

## Istoric
Localitatea Braväcovo este atestată documentar din 1630.

## Demografie
| An:                | 1994 | 2004   | 2014   | 2024   |
| ------------------ | ---- | ------ | ------ | ------ |
| Număr de persoane: | 745  | 727    | 694    | 647    |
| Diferență:         |      | −2,41% | −4,53% | −6,77% |

| An:                | 2023 | 2024   |
| ------------------ | ---- | ------ |
| Număr de persoane: | 649  | 647    |
| Diferență:         |      | −0,30% |